# Mircea Ciobanu
Mircea Ciobanu, pseudonimo di Mircea Sandu (Bucarest, 13 maggio 1940 – Bucarest, 22 aprile 1996), è stato un poeta rumeno.
Fu autore di poesie religiose (Il vento acabo, 1984) e di romanzi d'introspezione psicologica (I testimoni, 1984).
Egli è ricordato soprattutto per i suoi due volumi di interviste con SM Re Michele I di Romania (un libro ampiamente ristampato da vari editori nei primi anni 1990, poi riuniti in un unico volume da "Humanitas" Casa Editrice), che offre la visione più completa modo del pensiero politico e personale del re, fino ad oggi.
- Nimic fără Dumnezeu. Convorbiri cu Mihai I al României (Nulla senza Dio. Conversazioni con Michele I di Romania), Humanitas, Bucarest 1992 - vol. I
- Nimic fără Dumnezeu. Noi convorbiri cu Mihai I al României (Nulla senza Dio. Nuovi conversazioni con Michele I di Romania), Humanitas, Bucarest 1993 - vol. II
- Convorbiri cu Regele Mihai I al României (Conversazioni con Re Michele I di Romania), Humanitas, Bucarest 2004, ISBN 978-973-50-2122-1 (riunisce vol. I e II)
- Convorbiri cu Mihai I al României (Conversazioni con Michele I di Romania), Humanitas, Bucarest 2008, ISBN 978-973-50-2122-1 (riunisce vol. I e II)